# (530) Турандот
(530) Турандот (итал. Turandot) — астероид главного пояса, который принадлежит к спектральному классу S. Он был открыт 11 апреля 1904 года немецким астрономом Максом Вольфом в Обсерватории Хайдельберг-Кёнигштуль. Назван в честь героини одноимённой оперы Джакомо Пуччини и пьесы Карло Гоцци, по которой была написана опера.
Тиссеранов параметр относительно Юпитера — 3,143.